# 迪恩·凱恩
迪恩·凱恩（英語：Dean George Cain，原名迪恩·乔治·田中（Dean George Tanaka），1966年7月31日—）是美國的一位演員、編劇、製作人、導演、電視節目主持人、警員。他最著名的作品是在電視劇《新超人冒險》系列中飾演克拉克/超人，以及肥皂劇《Hit the Floor》。

## 早期生涯
迪恩·凱恩出生在美國密西根州的芒特克萊門斯市，生父為日裔美國人羅格·田中，母親為演員莎朗·湯瑪斯。有法裔加拿大人、愛爾蘭人、日本人和威爾斯人血統。迪恩的母親於1969年嫁給導演克里斯多夫·肯恩，克里斯多夫收養了迪恩和他身為音樂家的兄弟羅格·塔納卡，他們搬到加利福尼亞州洛杉磯縣的馬里布市居住。之後有了個妹妹，演員Krisinda Cain。
迪恩曾在加利福尼亞州聖塔莫尼卡的高中Santa Monica High School就讀，在此展現了運動方面的天分。迪恩的高中同學包含了迪恩小時候棒球隊的隊友查理·辛，羅伯·勞 和羅伯的兄弟查德·洛。迪恩於1984年從高中畢業，進入了普林斯頓大學，成為校內的足球員。大學時期，迪恩曾與女演員布魯克·雪德絲交往。迪恩以歷史系學士畢業於1988年。他的論文名為《美國電影藝術與科學學院的歷史與發展》。

## 事業
迪恩畢業後很快的與美國職業足球隊水牛城比爾簽約，但是在訓練時因為膝蓋受傷而導致足球生涯提早結束。對於重返運動界的希望渺茫，迪恩轉往編劇和演戲發展，拍攝了許多廣告，其中包含以排球為主題的東尼香甜玉米片。也出現在當紅電視節目《Grapevine》、《A Different World》、《飛越比佛利90210》。
1993年，迪恩飾演了他最有名的角色，電視劇《露易絲和克拉克：新超人》中的超人。此戲劇受歡迎的程度讓每一集平均有1500萬的收看人數。此戲劇共有四季，於1997年結束。
2025年8月，迪恩在网上发布了一段招募视频，号召更多的人加入美国移民和海关执法局（ICE）。稍后，他表示自己已经宣誓加入ICE成为一名执法官员。